# Edward Harris
Edward Harris (7 de setembro de 1799 – 8 de junho de 1863) foi um fazendeiro, criador de cavalos [en], filantropo, naturalista e ornitólogo que acompanhou John James Audubon em duas de suas expedições para observar aves e mamíferos dos Estados Unidos. Harris foi homenageado por Audubon nos nomes comuns do gavião-asa-de-telha, do pardal-de-harris [en] e do esquilo-antílope-de-harris [en], e por John Cassin no binômio do caburé-acanelado, Aegolius harrisii.
Edward Harris introduziu o cavalo Percheron nos Estados Unidos em 1839 e estabeleceu a primeira linha de criação de Percheron nos Estados Unidos.

## Vida
Em 1798, Edward Harris, Sr. comprou a Mansão Smith–Cadbury [en] e a fazenda, localizada perto do centro de Moorestown, Nova Jérsei [en], onde Edward Harris, Jr. nasceu no ano seguinte. Após herdar a propriedade com a morte de seu pai em 1822, Edward Harris, Jr. viveu lá e cultivou a terra até 1849.
Ele conheceu o ornitólogo John James Audubon em 1824, após o qual os dois homens se tornaram amigos íntimos, com Harris fornecendo a Audubon alguma assistência financeira para a publicação de Birds of America.
Harris participou de duas expedições de Audubon: na primavera de 1837 no Golfo do México, e em 1843 ao longo do rio Missouri.